# Operación Neretva '93
La Operación Neretva '93 fue un acto militar del Ejército de la República de Bosnia y Herzegovina (ARBiH) contra las fuerzas del HVO croata, y el Ejército de Croacia en septiembre de 1993, la que sería llevada a cabo con el fin de romper el asedio de la parte Bosnia de Mostar, rodeada por las fuerzas croatas y severamente destruido, así como para recapturar áreas de Herzegovina, que se incluyeron en la autoproclamada República Croata de Herzeg-Bosnia y someterlas al control de Bosnia y Herzegovina. Esta operación se detuvo por las denuncias de las autoridades de las ARBiH y las informaciones sobre incidentes contra civiles y prisioneros de guerra bosnios.

## Grabovica y Uzdol
Cerca de 60 civiles croatas, combatientes y prisioneros fueron asesinados, al tiempo que se presumió que no eran blancos relevantes en los operativos en Grabovica y Uzdol, así como un número importante de combatientes bosnios alrededor de Uzdol fueron hallados asesinados, al parecer por fuego amigo.[cita requerida]
El comandante de las ARBiH, Sefer Halilović sería enjuiciado por el TPIY sobre la base de su responsabilidad criminal por ser el superior responsable en dicha operación (Artículo 7(3) del Estatuto del Tribunal) y cargado con el total de un cargo de violación de las leyes y otras sentencias de guerra (Artículo 3 – homicidio), y fue encontrado inocente.